# Mission Ridge Ski Area

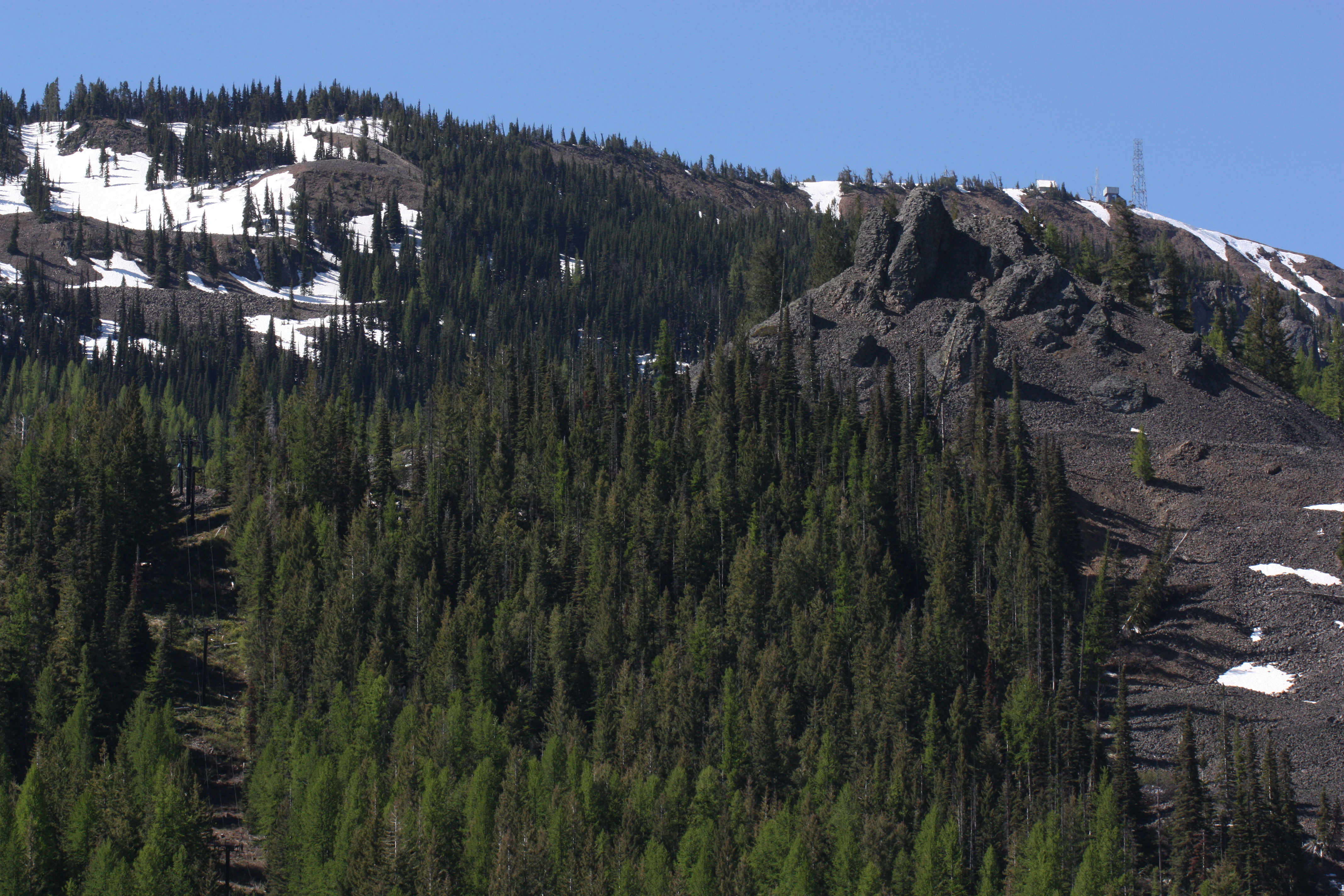
Das Mission Ridge Ski Area

Das Mission Ridge Ski Area ist ein Wintersportgebiet im Westen der Vereinigten Staaten 12 mi (19 km) von Wenatchee im Chelan County im Bundesstaat Washington. Am leeseitigen Osthang der Kaskadenkette liegen seine Basis auf 4.570 ft (1.393 m) Höhe über dem Meeresspiegel und der Gipfel auf 6.820 ft (2.079 m). In Mission Ridge erreicht der durchschnittliche Schneefall 5,1 Meter pro Jahr; dabei gibt es mehr als 300 Sonnentage. Die Hänge sind meist nach Südosten gerichtet.

## Alpin-Ski
Mission Ridge hat sechs Lifte, die Zugang zu mehr als 2.000 Acres (8 km²) bieten und eine Kapazität von 4.910 Personen pro Stunde haben:
- einen Hochgeschwindigkeits-Sessellift, installiert im Sommer 2005[1]
- drei doppelsitzige Sessellifte
- zwei Schlepplifte

Diese Lifte bedienen 36 Abfahrten, davon sind 10 % als leicht, 60 % als schwieriger und 30 % mit höchster Schwierigkeit klassifiziert. Mission Ridge hat einen relativ kleines Gelände für Snowboarding und Freestyle-Skiing (engl. „terrain park“), den sogenannten B-24-Terrain-Park.
Das Skigebiet verfügt seit 1978 über Möglichkeiten zum Nacht-Skilaufen (von vier Uhr nachmittags bis neun Uhr abends) und zur Bereitstellung von Kunstschnee, dessen Kapazitäten 2005 erweitert wurden.

## Basis-Station
Die Hampton Lodge an der Talstation des Berges umfasst Restaurants, Bars, Geschäfte und Ausleihstationen. Außerdem gibt es Skischulen, ein Kinderbetreuungszentrum und eine Erste-Hilfe-Station.

## Geschichte
Der Name „Mission Ridge“ wurde im Juni 1964 ausgewählt. Die Geschäftstätigkeit begann im Herbst 1966 mit zwei Sesselliften im Squilchuck Basin, wo ein am Walla Walla Regional Airport stationierter B-24-Bomber am 30. September 1944 abstürzte. Eine Tragfläche des Flugzeugs wurde 1985 vom Berg geborgen und in die Lodge verbracht; sie wurde im Oktober 1992 wieder am Berg oberhalb der „Bomber Bowl“ aufgestellt.
Bill Johnson, Goldmedaillengewinner im olympischen Abfahrtslauf der Männer 1984 trainierte als Teenager in der Mission Ridge Ski Academy.

## Weblink
- Offizielle Website (englisch)

Koordinaten: 47° 18′ N, 120° 24′ W